# 拉夫兰蛙人
拉夫兰青蛙人（英语：Loveland frog），又名拉夫兰蜥蜴（英语：Loveland Lizard )，是一种据称出没于美国俄亥俄州拉夫兰的约4英尺（1.2米）高类人形不明生物。由于目击报告多含糊不清或反复变动，目前神秘动物学研究者们多倾向于拉夫兰青蛙是目击错误与虚构描述制造出的假想生物。

## 目击
拉夫兰青蛙首次目击于1955年，一名男子声称目击三个青蛙模样男子，但该目击共演化出三个略有不同版本。
1972年3月3日凌晨，目击者Ray Shockey驱车时目击到一个高3到4英尺（0.91至1.22米）、重50至75磅（23至34公斤）类似青蛙般攀爬护栏前往河中怪异生物。后据调查与报道，调查者在护栏发现了一些划痕，但并没有任何照片作证。
1972年3月，Ray Shockey目击两周后，目击者Mark Matthews声称目击到拉夫兰蛙人，该次目击大体与Ray Shockey描述一致，除了多出一条尾巴。之后，Mark Matthews改变他的叙述，宣称那可能是一只大蜥蜴，有可能是逃脱的宠物鬣蜥（Iguana）。
2016年8月3日夜晚，两名《精灵宝可梦GO》玩家声称看见一只后腿站立的巨蛙。

## 流行文化
- 2014年5月，拉夫兰青蛙人的传说被制作成音乐剧，名为《Hot Damn! It’s the Loveland Frog!》。[8]